# Tetronarce californica
La Tetronarce californica, también conocida como raya eléctrica del Pacífico, es una especie de raya eléctrica de la familia Torpedinidae, endémica de las aguas costeras del noreste del Océano Pacífico, desde Baja California hasta la Columbia Británica. Generalmente habita en llanuras arenosas, arrecifes rocosos y bosques de algas desde la superficie hasta una profundidad de 200 m (660 pies), pero también se sabe que realiza incursiones en mar abierto. Mide hasta 1,4 m (4,6 pies) de largo, tiene espiráculos de bordes lisos (dos aberturas respiratorias detrás de los ojos) y una coloración dorsal gris oscura, pizarra o marrón, a veces con manchas oscuras. Su forma corporal es típica del género, con un disco de aleta pectoral redondeado más ancho que largo y una cola gruesa con dos aletas dorsales de tamaño desigual y una aleta caudal bien desarrollada.
Solitaria y nocturna, la raya eléctrica del Pacífico puede generar hasta 45 voltios de electricidad para someter a sus presas o defenderse. Se alimenta principalmente de peces óseos, a los que tiende emboscadas desde el sustrato durante el día y caza activamente por la noche. La reproducción es vivípara aplacentaria, lo que significa que los embriones se nutren inicialmente de vitelo, complementado posteriormente por histotrofo («leche uterina») producido por la madre. Las hembras paren camadas de 17-20 crías, probablemente una vez cada dos años. Hay que tener cuidado con la raya eléctrica del Pacífico, ya que se sabe que actúa de forma agresiva si se le provoca y su descarga eléctrica puede incapacitar a un buceador. Esta y otras rayas eléctricas se utilizan como organismos modelo para la investigación biomédica. La Unión Internacional para la Conservación de la Naturaleza (UICN) ha clasificado esta especie en la categoría de Preocupación Menor, ya que no se pesca en cantidades significativas.

## Taxonomía
La raya eléctrica del Pacífico fue descrita por el ictiólogo estadounidense William Orville Ayres, primer Conservador de Ictiología de la Academia de Ciencias de California, que la bautizó con el nombre del estado de EE. UU. donde fue descubierta por primera vez por la ciencia. Ayers publicó su descripción en 1855, en el volumen inaugural de las Actas de la academia; no se designaron especímenes tipo. En 1861, Theodore Gill colocó esta especie en su recién creado género Tetronarce, basándose en sus espiráculos de bordes lisos. Autores posteriores han considerado generalmente a Tetronarce como un subgénero de Torpedo. Las rayas eléctricas muy similares que se encuentran en las costas de Perú, Chile y Japón pueden ser la misma especie que esta. Otros nombres comunes utilizados para esta raya incluyen raya torpedo de California, torpedo del Pacífico, o simplemente raya eléctrica o raya torpedo. Esta especie se incluye en el género Tetronarce.

## Distribución y hábitat
La raya eléctrica del Pacífico es la única raya eléctrica que se encuentra en las costas occidentales de Norteamérica y se encuentra tan al sur como la bahía de Sebastián Vizcaíno en Baja California y tan al norte como la entrada de Dixon en el norte de la Columbia Británica. Es más común al sur de Punta Concepción, California, y las rayas al norte de Point quizás representen una o más poblaciones separadas.
Frente a California, la raya eléctrica del Pacífico se encuentra generalmente a una profundidad de 3–30 m (10-100 pies), mientras que frente a Baja California se observa típicamente a una profundidad de 100–200 m (330-660 pies). Se ha reportado desde una profundidad de hasta 425 m (1,394 pies). Esta especie prefiere temperaturas de 10-13 °C (50-55 °F). Frecuenta llanuras arenosas, arrecifes rocosos y bosques de algas. Sin embargo, se ha grabado en vídeo a un individuo a 17 km (11 mi) al oeste de Point Pinos, en el condado de Monterey, California, nadando a 10 m (33 pies) por debajo de la superficie en aguas a 3 km (1,9 mi) de profundidad; ésta y otras observaciones sugieren que esta especie realiza excursiones periódicas fuera de los hábitats costeros poco profundos hacia la zona epipelágica.

## Descripción

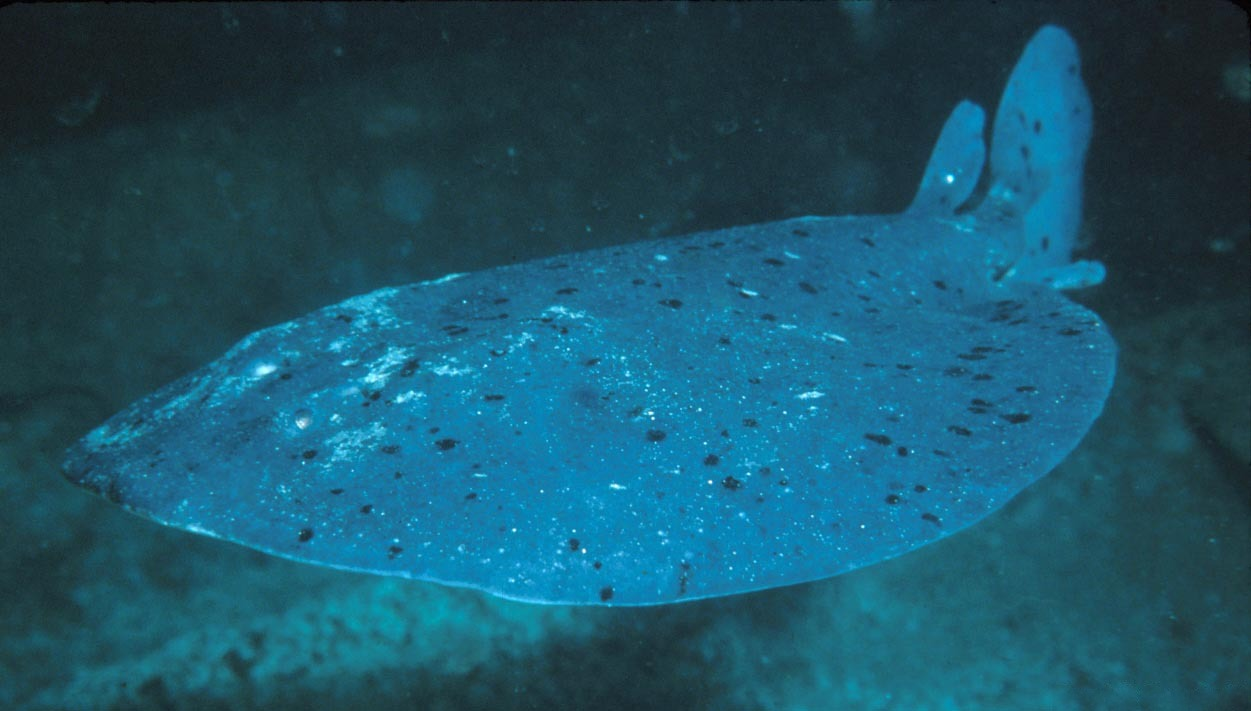
Algunas rayas eléctricas del Pacífico tienen manchas oscuras en la superficie superior.

La raya eléctrica del Pacífico tiene un cuerpo blando y flácido desprovisto de dentículos dérmicos. Tiene un disco de aleta pectoral ovalado, aproximadamente 1,2 veces más ancho que largo, con un margen anterior casi recto y un par de órganos eléctricos en forma de riñón visibles bajo la piel. Los ojos son pequeños y van seguidos de espiráculos de borde liso; el espacio entre los espiráculos y la punta del hocico es aproximadamente 1,8 veces la distancia entre los espiráculos. Entre los orificios nasales hay una cortina de piel que llega casi hasta la boca, que está arqueada con surcos profundos en las comisuras. La distancia entre la boca y la punta del hocico es aproximadamente igual a la anchura de la boca, y tres veces la distancia entre las fosas nasales. Hay 25-28 filas de dientes superiores y 19-26 filas de dientes inferiores; cada diente es pequeño y liso, con una sola cúspide afilada. Las rayas eléctricas del Pacífico se encuentran en Japón, sur de las islas Kuriles y monte submarino Kinmei; Wiah Point, isla Graham, norte de la Columbia Británica hasta Todos Santos, sur de Baja California, incluida la isla Guadalupe, centro de Baja California, y Perú. Aunque hay un registro del Golfo de California. Es común desde la Bahía de San Francisco hacia el sur hasta el sur de Baja California. Las rayas eléctricas del Pacífico pueden crecer hasta una longitud de más de 140 cm (55,1 pulgadas), y 18–23 cm (7,1-9,1 pulgadas) al nacer. Las rayas eléctricas del Pacífico son capaces de nadar a una profundidad desde la zona de oleaje hasta los 1079 m (3539 pies), normalmente a menos de 300 m (984 pies).
Presenta dos aletas dorsales, la primera más del doble de grande que la segunda y situada frente a las grandes aletas pélvicas. La cola es corta y robusta, y termina en una aleta caudal grande y triangular con un margen de salida casi recto. Esta raya es de color gris oscuro, pizarra o marrón por encima, a veces con pequeñas manchas más oscuras que aumentan en número con la edad; la parte inferior es blanca. Los machos alcanzan una longitud máxima conocida de 0,9 m y las hembras de 1,4 m. El peso máximo registrado es de 41 kg.

## Biología y ecología
Con un hígado aceitoso de tamaño considerable y tejidos de baja densidad, la raya eléctrica del Pacífico tiene una flotabilidad casi neutra y puede flotar en la columna de agua con muy poco esfuerzo. La fuerza propulsora la proporciona la cola musculosa, mientras que el disco se mantiene rígido. Los estudios de telemetría han demostrado que esta especie nada principalmente de noche, cuando se adentra en arrecifes y otros hábitats con gran relieve del terreno, y pasa la mayor parte del día en zonas abiertas cercanas enterradas en sedimentos. Es nómada y solitaria, aunque varios individuos pueden descansar en la misma zona.
Como otros miembros de su familia, la raya eléctrica del Pacífico produce potentes descargas eléctricas para atacar y defenderse. Sus órganos eléctricos emparejados se derivan del músculo y comprenden aproximadamente el 15 % de su peso total, y consisten en muchos miles de «placas eléctricas» rellenas de gelatina apiladas a cientos de alturas en columnas hexagonales verticales. Estas columnas funcionan esencialmente como baterías conectadas en paralelo; una raya adulta grande puede generar unos 45 voltios de electricidad con una potencia de salida de un kilovatio, debido a la baja resistencia interna. Los órganos eléctricos descargan corriente continua en pulsos, cada uno de los cuales dura 4-5 ms. Cuando ataca a una presa, en los primeros instantes la raya suele producir pulsos a una velocidad de 150-200 por segundo, que se ralentiza con el tiempo. Pueden producirse más de mil pulsos en total, dependiendo del tiempo que tarde en someter a la presa. La frecuencia de los impulsos aumenta con la temperatura del agua.
Debido a su gran tamaño y a sus formidables defensas, la raya eléctrica del Pacífico rara vez es presa de otros animales. Se tiene constancia de que una orca (Orcinus orca) se alimentó de ella frente a la isla de Santa Catalina. El caracol nuez moscada (Cancellaria cooperi) es un parásito especializado de esta raya y, posiblemente, de otros peces que viven en el fondo, como el angelote del Pacífico (Squatina californica). El caracol se siente atraído por las sustancias químicas contenidas en la mucosidad superficial de la raya; hace un pequeño corte en la superficie ventral de la raya y utiliza su probóscide para succionar la sangre. Otros parásitos conocidos de esta especie son el copépodo Trebius latifurcatus, el trematodo Amphibdelloides maccallumi, y la tenia Acanthobothrium hispidum.

### Alimentación

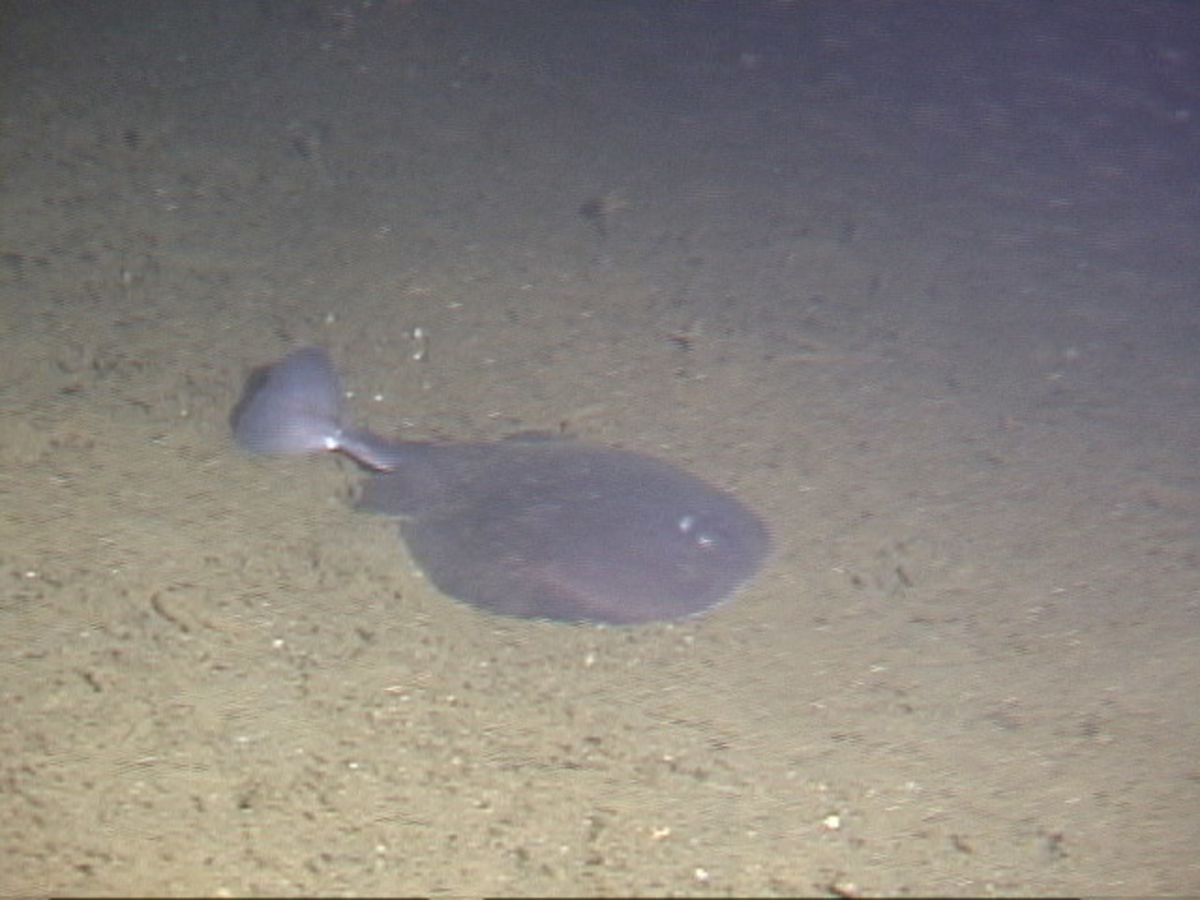
Por la noche, la raya eléctrica del Pacífico busca activamente alimento en el fondo marino.

La raya eléctrica del Pacífico se alimenta principalmente de peces óseos, como anchoas, arenques, merluzas, caballas, corvinas, peces de roca, mojarras, lubinas y peces planos, pero también captura cefalópodos e invertebrados si tiene la oportunidad. Sus mandíbulas son muy distensibles, lo que le permite tragar presas sorprendentemente grandes: se ha observado a una hembra de 1,2 m (3,9 pies) de largo ingiriendo salmón plateado (Oncorhynchus kisutch) de casi la mitad de su longitud. Durante el día, la raya eléctrica del Pacífico es un depredador de emboscada: cuando un pez se acerca a su cabeza, la raya «salta» hacia delante desde su lugar de descanso y pliega su disco para envolverlo, al tiempo que emite fuertes descargas. Una vez que el pez está sometido, la raya se recoloca para tragárselo de cabeza. Todo el proceso dura unos dos minutos.
Por la noche, cuando muchos peces diurnos descienden de la columna de agua y se vuelven inactivos a poca distancia por encima del fondo, la raya eléctrica del Pacífico cambia a una estrategia de caza activa. Acecha a los peces nadando lentamente o simplemente a la deriva por el agua; cuando se acerca a 5 cm (2,0 pulgadas) de la presa, arremete hacia delante y la envuelve de nuevo en su disco mientras emite descargas. Para asegurar mejor al pez dentro de su disco, la raya da patadas cortas con la cola que a veces la llevan a dar vueltas de tonel o volteretas. Finalmente, la presa aturdida es maniobrada hacia la boca con ondulaciones del disco. En un caso registrado, una hembra de 75 cm (30 pulgadas) de largo capturó y consumió un jurel (Trachurus symmetricus) de 20 cm (7,9 pulgadas) de largo en menos de diez segundos. Muestreos nocturnos con redes de cerco en la superficie de la bahía de Monterrey han capturado rayas eléctricas del Pacífico en cantidades sorprendentes, lo que sugiere que suben desde el fondo para alimentarse de peces pequeños.
Aunque la raya eléctrica del Pacífico se alimenta a cualquier hora, responde a las presas mucho más rápidamente de noche que de día. La mayoría de las capturas de presas se producen en la oscuridad o en condiciones turbias, cuando sus ojos son en gran medida inútiles. En su lugar, se basa en la electrorrecepción a través de sus ampollas de Lorenzini para localizar el alimento. Los experimentos de campo han demostrado que ataca los campos eléctricos generados artificialmente y los electrodos metálicos conductores. Las señales sensoriales mecánicas, detectadas a través de la línea lateral, también desempeñan un papel importante: se ha observado que esta especie ataca preferentemente a presas que se mueven más deprisa, aunque haya un alimento más cercano.

### Reproducción
La raya eléctrica del Pacífico presenta viviparidad aplacentaria, y los embriones en desarrollo se nutren primero del vitelo y más tarde del histotrofo («leche uterina», enriquecida con proteínas, grasa y moco) producido por la madre y suministrado a través de excrecencias especializadas del revestimiento uterino. Las hembras maduras tienen dos ovarios y dos úteros funcionales. La reproducción tiene lugar durante todo el año y, al parecer, los machos pueden aparearse todos los años y las hembras cada dos años. Se desconoce el periodo de gestación. Los tamaños de camada registrados oscilan entre 17 y 20; al menos el número de óvulos, y quizás también el número de crías, aumenta con el tamaño de la hembra.

## Interacción con humanos

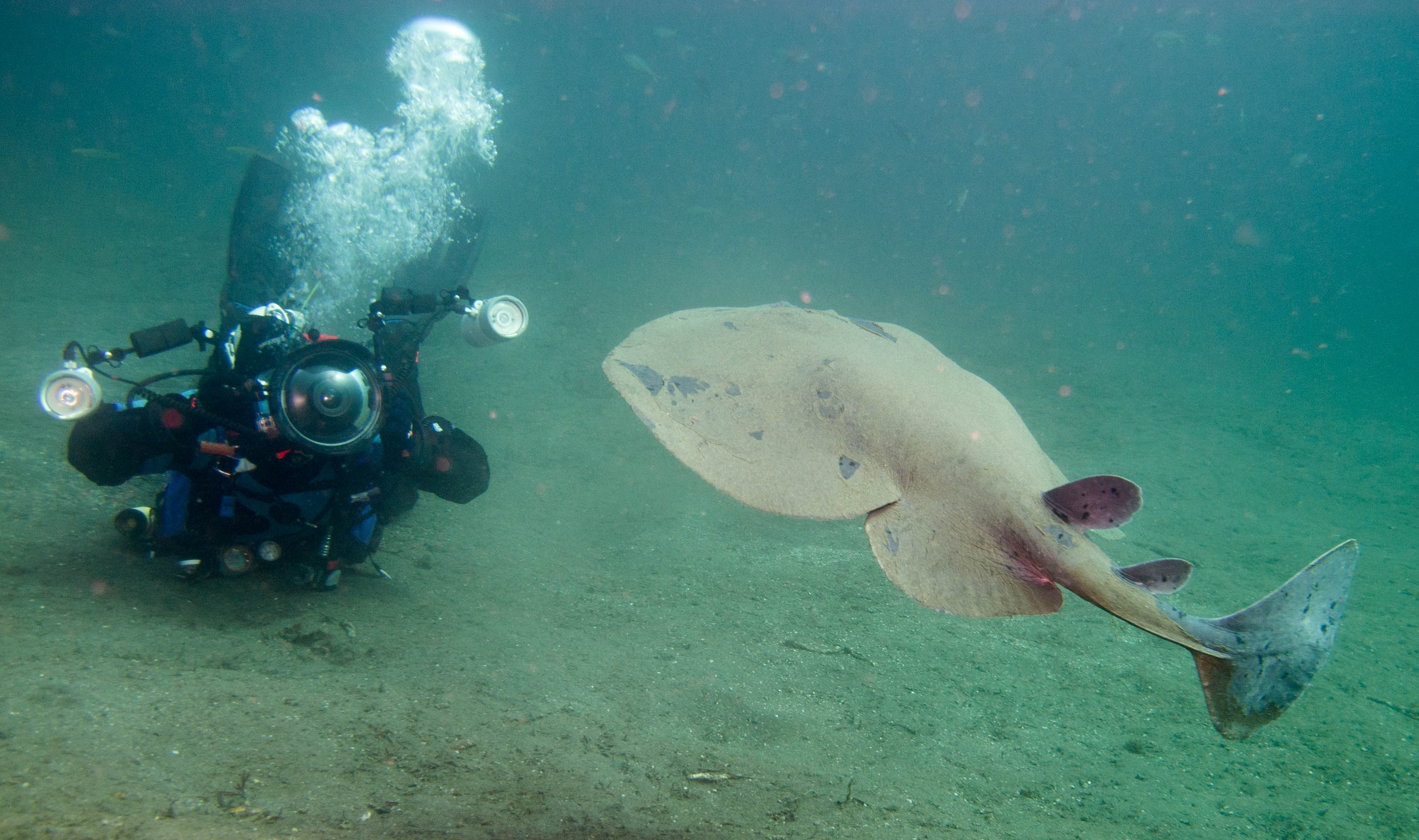
Raya eléctrica del Pacífico con buzo, en la costa de la isla de Anacapa

La descarga generada por la raya eléctrica del Pacífico puede ser suficiente para derribar a un ser humano adulto. Debe tratarse con precaución, sobre todo por la noche, cuando está activa, y se sabe que carga contra los buceadores con la boca abierta si se le acosa. No se tiene constancia de que haya causado víctimas mortales, pero puede haber estado implicado en varios accidentes de buceo mortales inexplicables. Esta especie no se comporta bien en cautividad, ya que suele negarse a alimentarse cuando se introduce por primera vez en un acuario. Desde el año 2000, el Acuario de la Bahía y el Acuario de la Bahía de Monterrey han tenido cierto éxito manteniendo rayas eléctricas del Pacífico ofreciéndoles comida en movimiento.
La raya eléctrica del Pacífico y sus parientes se utilizan como organismos modelo para la investigación biomédica, porque sus órganos eléctricos contienen abundantes proteínas importantes del sistema nervioso, como el receptor nicotínico de acetilcolina y la acetilcolinesterasa. En las décadas de 1970 y 1980, los receptores de acetilcolina de esta especie y de la raya eléctrica jaspeada (Torpedo marmorata) se convirtieron en los primeros receptores de neurotransmisores aislados y secuenciados, en lo que se considera un éxito histórico en el campo de la neurobiología. Esto condujo a una serie de avances, uno de los más significativos fue la elucidación de la fisiopatología subyacente a la enfermedad de la miastenia grave. Una pequeña pesquería comercial en el sur de California suministra rayas eléctricas del Pacífico para fines de investigación; en 2005 esta pesquería podría haber empleado a tan sólo dos pescadores. Por lo demás, esta raya no tiene ningún valor económico. Se captura incidentalmente en pesquerías comerciales de arrastre y de enmalle, y con anzuelo y sedal por pescadores deportivos. Estas actividades parecen tener poco impacto en su población, por lo que la Unión Internacional para la Conservación de la Naturaleza (UICN) la ha clasificado en la categoría de Preocupación Menor. La pesca de esta raya no está gestionada por el Consejo de Gestión Pesquera del Pacífico Norte.